# Hilda diana
Hilda diana är en insektsart som beskrevs av Rauno E. Linnavuori 1973. Hilda diana ingår i släktet Hilda och familjen Tettigometridae. Inga underarter finns listade i Catalogue of Life.